# Orgelmakerij Reil
Orgelmakerij Reil ist ein niederländisches Orgelbauunternehmen in Heerde. Das Familienunternehmen wurde 1934 gegründet und wird seit 2001 in dritter Generation von Hans Reil geführt. Seit 1985 wurden mehr als 60 Orgeln gebaut oder restauriert. Reil gilt als eines der führenden niederländischen Orgelbauunternehmen für die Restaurierung historischer Orgeln. Neben anderen Ländern wurden zahlreiche Instrumente nach Österreich, Norwegen und Japan exportiert.

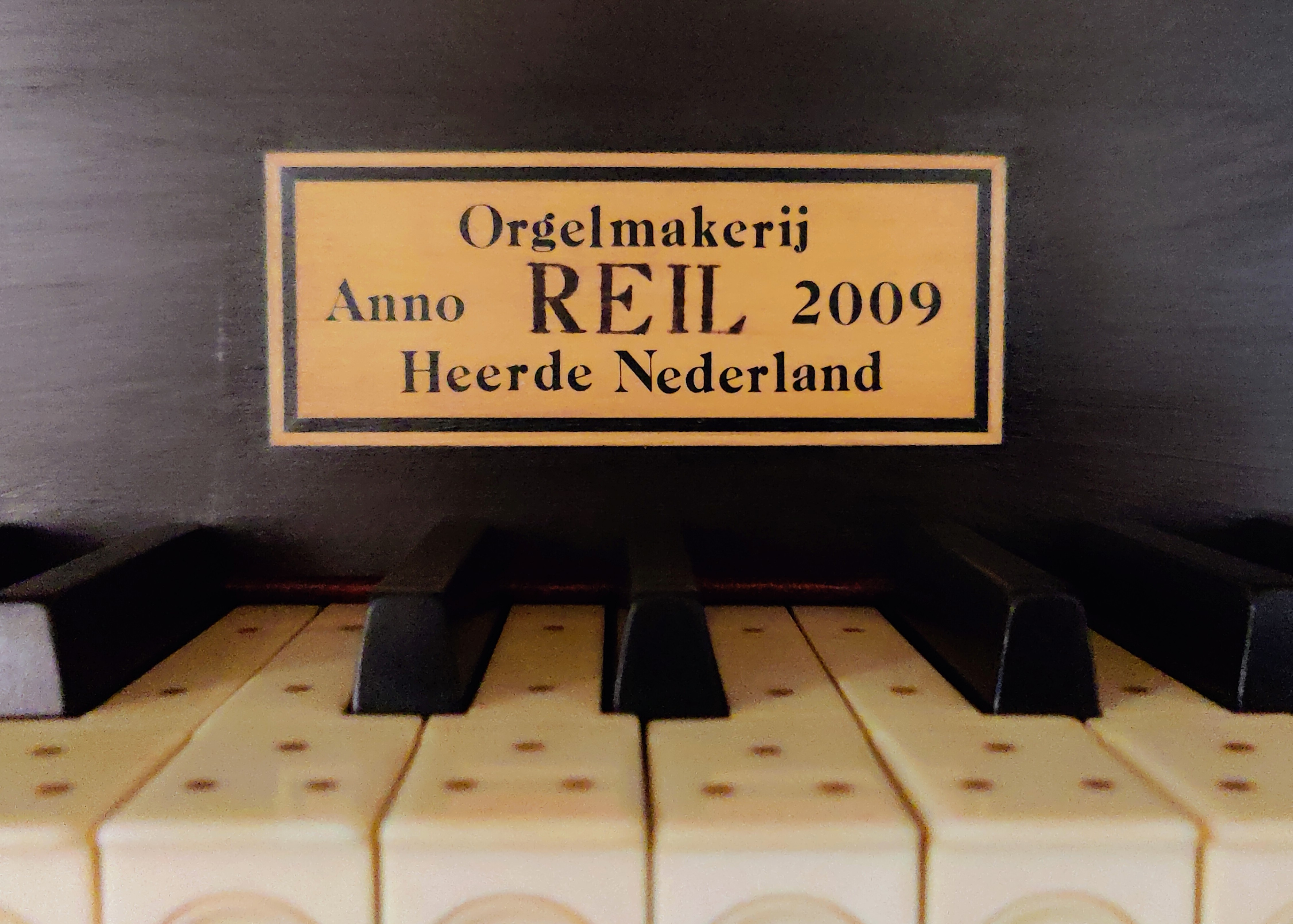
Firmenschild in Rosenheim

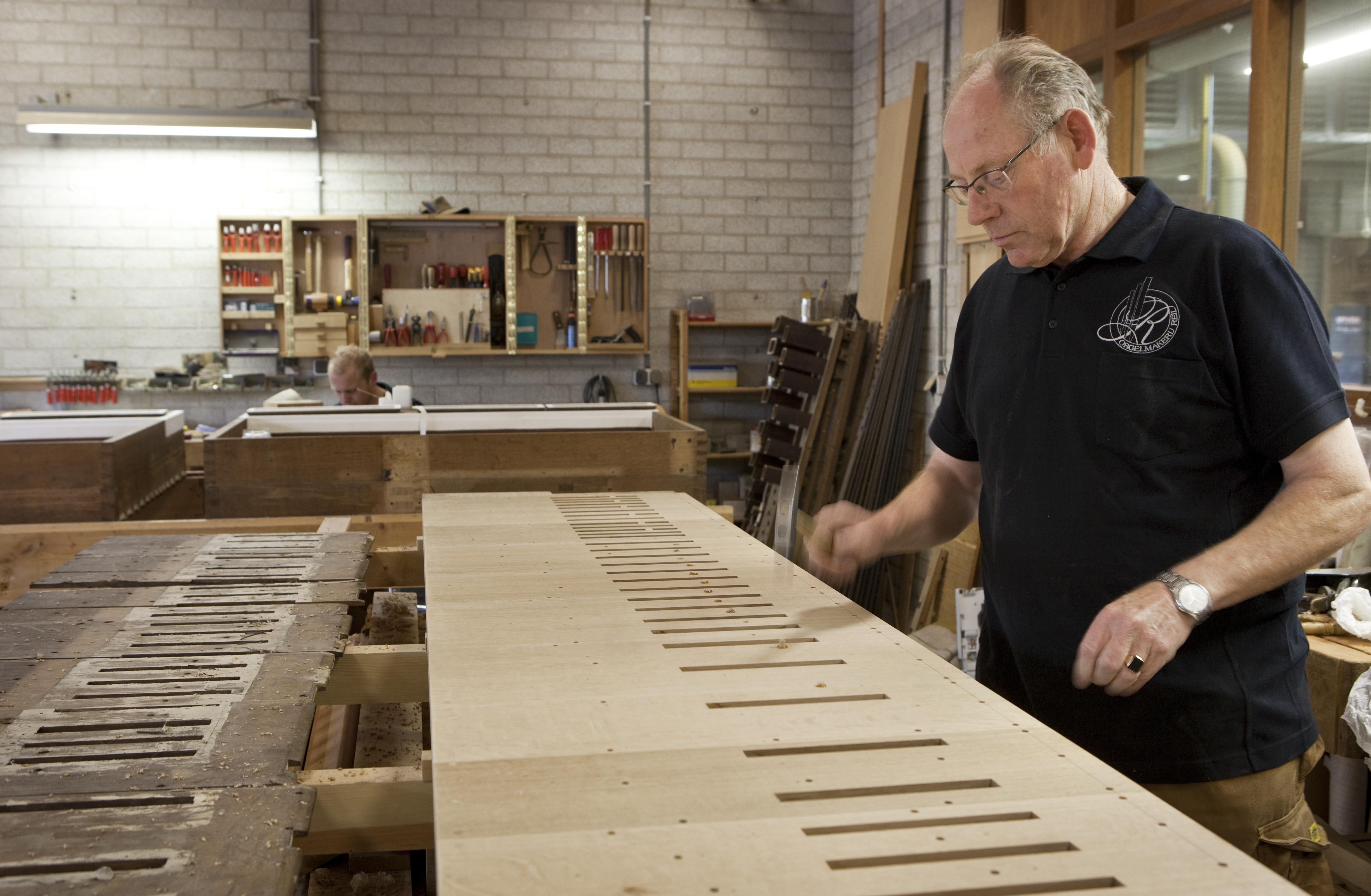
Mitarbeiter der Werkstatt in Heerde

## Geschichte
Johann Reil (* 6. April 1907; † 5. Mai 1960) wurde in München geboren. Den Orgelbau erlernte er ab 1922 bei Albert Moser und Leopold Nenninger in seiner Geburtsstadt. Nachdem Reil von 1928 bis 1929 seine Kenntnisse und Fähigkeiten in Augsburg und bei der Orgelbaufirma Zimmermann & Schäfer in Basel vertieft hatte, übersiedelte er im Jahr 1929 in die Niederlande, um im Auftrag von Zimmermann & Schäfer im Amsterdamer Tuschinski-Theater eine Kinoorgel zu bauen. Von 1929 bis 1934 arbeitete er für Valckx & Van Kouteren, Flentrop Orgelbouw und J. de Koff & Zoon in Utrecht. In Rotterdam machte er sich 1934 mit einer eigenen Werkstatt selbständig, die unter dem Namen Eerste Nederlandsche Orgelonderdeelen Fabriek firmierte und für andere Firmen Orgelteile zulieferte. 1937 erfolgte der Umzug nach Heerde, wo Reil 1932 seine künftige Frau kennengelernt hatte. 1938 heiratete er Dien de Brake (1913–2008), mit der er später drei Kinder hatte, und wurde Niederländer. Den ersten Orgelneubau fertigte er für die Hervormde Kerk in IJmuiden-Oost (1938) an. Ab 1948 baute er Orgeln mit mechanischer Traktur, so für die Gereformeerde Kerk in Arnemuiden.
Nach dem Tod von Johann Reil wurde die Werkstatt von den beiden Söhnen Han (1939–2024) und Albert (1942–2001) fortgeführt, die beide in der väterlichen Werkstatt den Orgelbau erlernt hatten. Han Reil vertiefte sich bei Orgelbau Kuhn im Intonieren, Albert Reil bei Busch in Herten in der Pfeifenherstellung. Durch die Kontakte mit Klaas Bolt und nachhaltig beeinflusst durch die Schnitger-Tagung 1969 in Groningen, entschieden sich die Brüder für einen konsequent historisch orientierten Orgelbau in der Tradition des 16. bis 18. Jahrhunderts. Als Ergebnis entstanden die Orgeln in der Ontmoetingskerk Dieren (1970) und die Nachbauten der Schnitger-Orgel der Jacobikerk Uithuizen (1701) für Scheveningen (1973), der Bielfeldt-Orgel in Scharmbeck für das Tokyo College of Music (1979) sowie der Steevens-Hinsz-Orgel in Tzum (1765) für die Immanuel-Kerk in Ermelo (1981). Neben großer Bewunderung für die hohe Qualität erfuhren die Nachbauten auch heftige Kritik. Zwischen 1983 und 2008 entstanden neun Orgelneubauten in Österreich; 1989/1990 wurde die berühmte Orgel von Andreas Putz (1634) im Stift Schlägl restauriert. Seit 1979 wurden 14 Neubauten nach Japan und 13 nach Norwegen geliefert. Neben den Kirchenorgeln baute der Betrieb mehr als 40 Hausorgeln mit acht bis zwölf Registern (Stand: 2014). Die Firma, die unter dem Namen Gebroeders Reil expandierte, übernahm im Jahr 1994 den Betrieb von Ernst Leeflang (Apeldoorn). Ein Jahr später bezog die Firma in Heerde eine neue Werkstatt.
Als Albert Reil im Jahr 2001 erkrankte und starb, übernahm der Enkel Hans Reil (* 1968), Sohn von Han Reil, die Firma. Er hatte 1992 als Diplomingenieur an der Technischen Universität Enschede abgeschlossen, war 1993 in den Familienbetrieb eingetreten und vertiefte sich im Intonieren.

## Werkliste (Auswahl)
| Jahr      | Ort                      | Gebäude                          | Bild | Manuale | Register | Anmerkungen |
| --------- | ------------------------ | -------------------------------- | ---- | ------- | -------- | --- |
| 1949      | Drachten                 | Noorderkerk                      |      | III/P   | 31       | Neubau unter Verwendung von Registern der Vorgängerorgel; 1978 ersetzt, Pfeifenmaterial in den Neubau von Pels & Van Leeuwen übernommen |
| 1966      | Visquard                 | Visquarder Kirche                |      | I/p     | 8        | Neubau hinter historischem Gehäuse (vor 1680)                                                                                           |
| 1968      | Möhlenwarf               | Möhlenwarfer Kirche              |      | I/P     | 9        | |
| 1969      | Wirdum                   | Wirdumer Kirche                  |      | I/P     | 10       | Neubau |
| 1970      | Dieren                   | Ontmoetingskerk                  |      | II/P    | 10       | Neubau |
| 1973      | Scheveningen             | Prinses Julianakerk              |      | II/P    | 23       | Neubau als Kopie der Schnitger-Orgel von Uithuizen (1701)                                                                               |
| 1978      | Ritterhude-Werschenrege  | Zum Heiligen Kreuz               |      | II/P    | 9        | Neubau; 2008 Umsetzung aus Den Ham (Twenterand), Gereformeerde Kerk (Vrijgemaakt) (De Fontein)                                          |
| 1979      | Tokio                    | Tokyo Music College              |      | III/P   | 31       | Neubau in Anlehnung an die Orgel von Erasmus Bielfeldt in St. Willehadi (Osterholz-Scharmbeck) (1734)                                   |
| 1981      | Ermelo                   | Immanuelkerk                     |      | II/P    | 24       | Neubau als Kopie der Steevens/Hinsz-Orgel in Tzum (1764)                                                                                |
| 1982      | Groningen                | Noorderkerk                      |      |         |          | Teile einer Rohlfing-Orgel von 1923 wurden verwendet. Die Orgel wurde 2008 demontiert und in die Hervormde Kerk te Wapenveld gebracht.  |
| 1985      | Wien                     | Augustinerkirche, „Bach-Orgel“   |      | II/P    | 25       | Neubau |
| 1986      | Rutzenmoos               | Pfarrkirche                      |      | II/P    | 13       | → Orgel |
| 1988      | Ancaster                 | Redeemer College                 |      | II/P    | 26       | Neubau |
| 1988      | Åknes, Åseral            | Åknes Kapell                     |      | I/p     | 7        | Neubau |
| 1989      | Wallern an der Trattnach | Ev. Pfarrkirche                  |      | II/P    | 23       | → Orgel |
| 1989–1990 | Schlägl                  | Stift Schlägl                    |      | II/P    | 21       | Restaurierung/Rekonstruktion der Orgel von Andreas Butz (1634)/Johann Christoph Egedacher (1708)                                        |
| 1991      | Stavanger                | Stavanger Domkirke               |      | III/P   | 51       | Neubau unter Einbeziehung von Teilen der Vorgängerorgel von Frobenius Orgelbyggeri (1941)                                               |
| 1992      | Statzendorf              | Pfarrkirche                      |      | II/P    | 14       | Neubau |
| 1994      | Villach                  | Kirche im Stadtpark              |      | II/P    | 18       | Neubau |
| 1994      | Hamburg-Eimsbüttel       | Hochschule für Musik und Theater |      | II/P    | 14       | Neubau einer mitteltönig gestimmten Orgel im italienischen Stil                                                                         |
| 1996      | Zutphen                  | Walburgiskerk                    |      | III/P   | 38       | Restaurierung der Orgel von Hans Henrich Bader (1639)                                                                                   |
| 1999      | Kampen                   | Bovenkerk                        |      | II/P    | 29       | Neubau mit Trompetenregister über dem Gehäuse des Oberwerks → Orgeln der Bovenkerk (Kampen)                                             |
| 2003      | Apeldoorn                | Jachtlaankerk                    |      | II/P    | 14       | Neubau, Stimmung nach Johann Georg Neidhardt                                                                                            |
| 2005      | Tokio                    | Shinanomachi Church              |      | II/P    | 15       | Neubau |
| 2004–2007 | Ansbach                  | St. Gumbertus                    |      | III/P   | 46       | Restaurierung/Rekonstruktion der Orgel von Johann Christoph Wiegleb (1736–1739)                                                         |
| 2007      | Heißen                   | Erlöserkirche                    |      | I/P     | 11       | Neubau |
| 2008      | Wilten                   | Stift Wilten                     |      | II/P    | 14       | Neubau einer Chororgel |
| 2009      | Rosenheim                | Pfarrkirche St. Nikolaus         |      | III/P   | 41       | Neubau |
| 1998–2011 | Groningen                | Der Aa-kerk                      |      | III/P   | 40       | Restaurierung der Orgel von Arp Schnitger (1702) → Orgeln der Der Aa-kerk (Groningen)                                                   |
| 2012      | Amsterdam                | Orgelpark                        |      | II/P    | 5        | Rekonstruktion der gotischen Orgel von Peter Gerritsz (1479) aus der Nicolaïkerk in Utrecht mit Blockwerk im Hauptwerk (VII–XVIII)      |
| 2014      | Bodegraven               | Bethelkerk                       |      | II/P    | 27       | Neubau unter Einbeziehung alter Register der Gebroeders Van Dam (1824)                                                                  |
| 2016      | Lier (Norwegen)          | Sylling Kirke                    |      | II/P    | 17       | Neubau |
| 2015–2019 | Amsterdam                | Oude Kerk                        |      | III/P   | 54       | Restaurierung der Orgel von Christian Vater (1724–1726)/Johann Caspar Müller (1742)                                                     |
| 2024      | Berlin-Charlottenburg    | Luisenkirche                     |      | II/P    | 30       | Neubau |